# Cordulegaster
Cordulegaster, deutsch oft, genauso wie die Familie, Quelljungfern genannt, ist eine Gattung der Großlibellen mit etwa 30 Arten (Stand: 2022). Es ist die artenreichste und die einzige auch in Europa verbreitete Gattung aus der Familie der Quelljungfern (Cordulegastridae).

## Beschreibung
Cordulegaster-Arten sind große, in der Grundfarbe schwarz oder dunkelbraun gefärbte Libellen mit einer artspezifisch verschiedenen gelben Zeichnung. Als Feldmerkmale der europäischen Arten werden angegeben: Sehr groß, Körperlänge 70 bis 100 Millimeter. Die Augen berühren sich auf der Kopfoberseite in einem Punkt. Darin unterscheiden sie sich von ähnlich großen Arten der Familie Aeshnidae, bei denen die Augen sich auf der Kopfoberseite eine längere Strecke berühren und von den kleineren, aber oft ähnlich gezeichneten Gomphidae, bei denen sie breit voneinander getrennt sind. Die im Süden oft vergesellschafteten ähnlichen Macromia splendens und Anax immaculiforns, die in Mitteleuropa fehlen, sind anders gezeichnet.
Da es in Europa die einzige vorkommende Gattung der Quelljungfern ist, reichen hier die Familienmerkmale zur Diagnose. Die Komplexaugen berühren sich auf der Kopfoberseite oder sie sind nur wenig voneinander getrennt, um weniger als den Durchmesser der seitlichen (lateralen) Ocelli, sie sind grün oder bläulich gefärbt. Im Flügelgeäder ist, ähnlich wie etwa bei den Gomphidae und den Aeshnidae, das Flügeldreieck (eine auffällige Struktur nahe der Flügelbasis) in Vorder- und Hinterflügel parallel zueinander ausgerichtet. Von den Antenodal-Queradern (am proximalen Vorderrand der Vorderflügel) sind zwei Adern auffallend verdickt und gegenüber der hier verlaufenden dünnen Längsader durchgehend. An den Mundwerkzeugen ist das Submentum mittig tief gespalten. Besonders charakteristisch ist der Bau des Legebohrers (Ovipositors) der Weibchen: Die Gonapophysen des achten Segments bilden ein unbewegliches, langes und dünnes Rohr, das die Hinterleibsspitze meist überragt, aber mindestens erreicht. Zwischen beiden Klappen des Paars liegt dorsal ein weiteres, kürzeres Paar. Die Eier werden damit nicht in Pflanzen eingebohrt, sondern im Flug in den Bodengrund des Gewässers oder weiches Ufersubstrat abgelegt. Nach verbreiteter Auffassung ist es ein „Pseudo-Ovipositor“, der demjenigen der anderen Libellen nicht homolog ist, sondern auf eine Umbildung der Subgenitalklappe zurückgeht. Bei den Männchen sind die Sporne an der Außenkante der Mittelschienen (Tibien) an der Spitze abgestumpft und etwa quadratisch.
Von den außereuropäischen, in Ostasien verbreiteten Gattungen Anotogaster und Neallogaster sind sie so unterscheidbar: Die Basis der Hinterflügel beim Männchen ist abgerundet (nicht eckig wie bei Anotogaster), ein Analdreieck vorhanden (bei Anotogaster fehlend), Öhrchen oder Aurikel (kleine, zackenförmige Ausbuchtungen an den Seiten der Basis des Hinterleibs) sind vorhanden (bei Anotogaster fehlen sie). Am Kopf ist die Stirn (Frons) etwa gleich hoch wie die seitlich angrenzenden Komplexaugen, das Gesicht etwa gleich breit wie hoch (nicht mit markant erhöhter Frons und breitem Gesicht wie bei Neallogaster).

## Verhalten
Die Libellen-Imagines, vor allem die Männchen, fliegen meist direkt an oder in der Nähe der Gewässer, in denen die Larven leben; dies sind Fließgewässer, meist kleine Bäche bis hin zu winzigen Quellrinnsalen. Die Männchen patrouillieren entlang einer bestimmten Gewässerstrecke, die sie gegenüber anderen Männchen verteidigen, sie bevorzugen besonnte Gewässerabschnitte. Hier jagen sie Beute, fliegende Insekten, darunter auch recht große und wehrhafte wie Wespen, und warten auf Weibchen, die zur Eiablage ans Gewässer zurückkehren. In Pausen ruhen sie, meist offen sichtbar und in geringer Höhe, mit herabhängendem Hinterleib. Paarungsbereite Weibchen werden ergriffen, die Tiere fliegen aneinander gekoppelt (als Paarungskette oder Paarungsrad), diese findet meist in Baumwipfeln abseits des Gewässers statt, teilweise auch über dem Wasser, sie dauert bis zu einer Stunde lang. Zur Eiablage kehren die Weibchen allein zum Gewässer zurück. Sie fliegen dazu in charakteristischer Weise langsam, mit herabhängendem Hinterleib, über flachem Wasser und legen mit dem Legebohrer die Eier einzeln in den sandigen Gewässergrund. Dabei können bis zu 500 Eier in einem kleinen Areal abgelegt werden.

## Verbreitung
Die Gattung Cordulegaster kommt vor in ganz Europa und im angrenzenden Westasien, östlich bis in den Himalaya, mit Vorposten bis ins westliche China und den Norden Vietnams. Im Süden erreicht sie das westliche Nordafrika, fehlt aber im Südosten des Mittelmeerraums südlich des Libanons. Außerdem kommt sie in Nordamerika, nördlich bis in den Süden Kanadas, südlich bis ins zentrale Mittelamerika, vor. Es handelt sich also um eine holarktisch verbreitete Gattung der Libellen.

## Arten

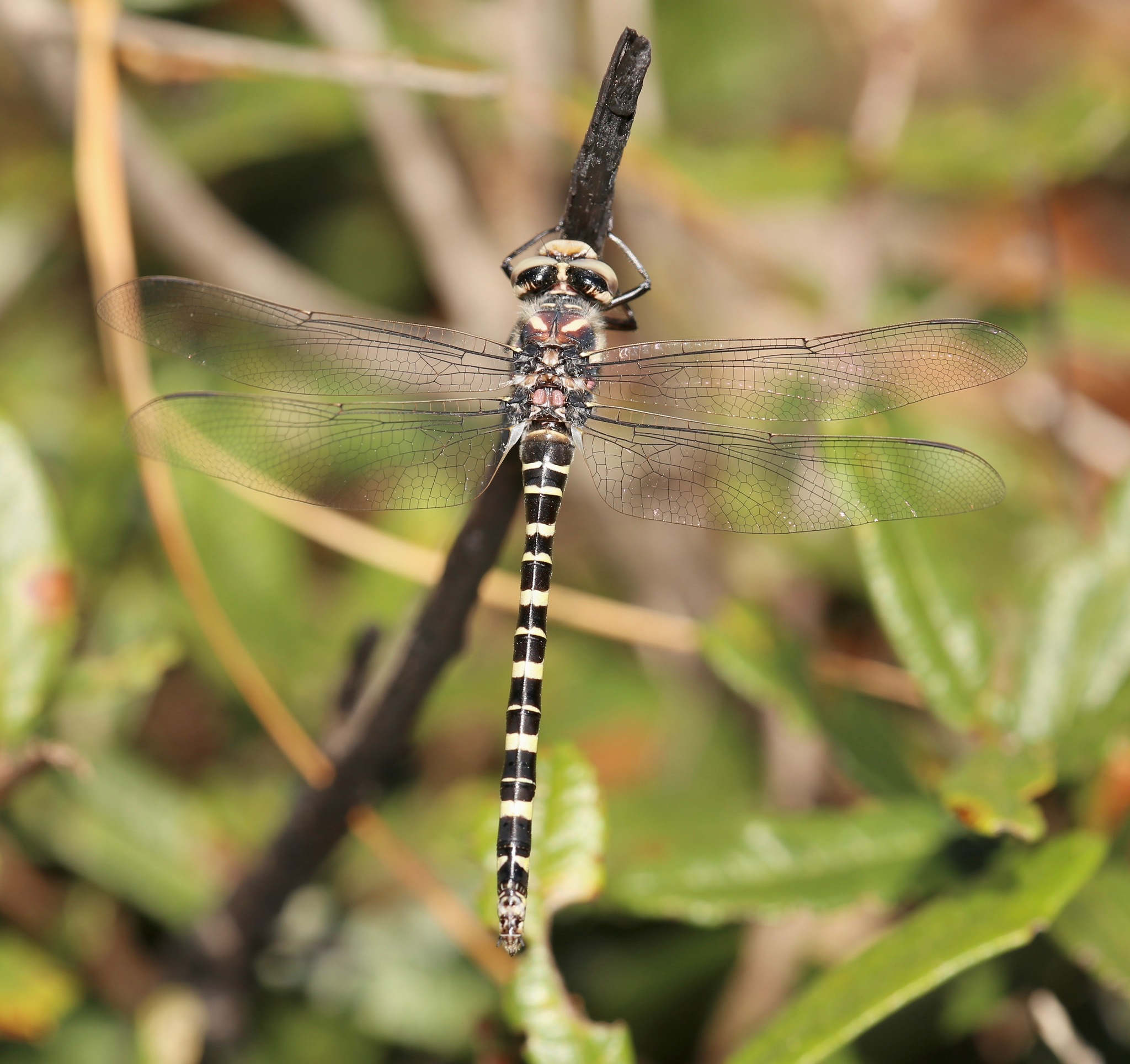
Cordulegaster sayi

Die europäischen Arten der Gattung werden in zwei Artengruppen gestellt. Bei den Arten der boltonii-Artengruppe bildet die gelbe Zeichnung auf dem ersten Hinterleibssegment meist ein umgekehrtes "C" bis zum unteren Hinterrand aus. Die oberen Hinterleibsanhänge der Männchen sind auseinanderstrebend, an der Basis genähert, mit gekrümmten Seitenrändern. Bei den Arten der bidentata-Artengruppe ist die gelbe Zeichnung auf dem ersten Hinterleibssegment ein dreieckiger Fleck in der Mitte der Oberseite, die oberen Hinterleibsanhänge des Männchens sind parallel zueinander, mit geraden Seitenkanten. Die Arten innerhalb der Artengruppen sind zueinander äußerst ähnlich und schwer unterscheidbar, sie kommen aber nur in kleinen, klar voneinander getrennten Verbreitungsgebieten vor. Die Abgrenzung zahlreicher Populationen als Arten oder Unterarten war bis in jüngste Zeit umstritten. Die Zusammengehörigkeit der Artengruppen wurde in molekularen Studien bestätigt, wobei die ostasiatischen und nordamerikanischen Arten anderen Artengruppen angehören. Zur Boltonii-Artengruppe gehören C.boltonii, C.princeps, C.trinacriae, C.picta, C.heros, C. vanbrinkae, C.kalkmani. Zur bidentata-Artengruppe gehören C.bidentata, C.helladica, C.insignis, C.amasina, C.mzymtae, C.charpentieri, C.cilicia.
Die Artenliste folgt der World Odonata List von Dennis Paulson und Kollegen
- Cordulegaster amasina Morton, 1916. Endemit der türkischen Schwarzmeerregion, von der Provinz Kastamonu bis Samsun. Relativ kleine, dunkel gefärbte Art.[8]
- Cordulegaster bidentata Selys, 1843, Gestreifte Quelljungfer. Zentraleuropa, westlich bis zu den Pyrenäen, nördlich bis zum Rand der deutschen Mittelgebirge. Auch in Süditalien und auf dem Balkan. Fast immer in kleineren Gewässern als C.boltonii, vor allem in Quellbächen im Wald.[2]
- Cordulegaster bilineata (Carle, 1983). Brown Spiketail. Grundfarbe eher braun als schwarz, Hinterleib mit großen gelben dreieckigen Flecken auf den Segmenten vier bis acht. Sehr ähnlich zu Cordulegaster diastatops. In kleinen Waldbächen in den östlichen USA.[4]
- Cordulegaster boltonii (Donovan, 1807), Zweigestreifte Quelljungfer. In Europa weit verbreitet, vom Ural und Nord-Skandinavien bis zum westlichen Nordafrika. Auf der Balkanhalbinsel und in Süditalien fehlend. In Irland sehr selten nur im Süden.[2]
- Cordulegaster brevistigma (Selys, 1854). Himalaya von Kaschmir bis Assam.[6]
- Cordulegaster buchholzi (Lohmann, 1993). Endemit der Kykladen, Griechenland.[9]
- Cordulegaster charpentieri (Kolenati, 1846). Diese Art hat eine verworrene taxonomische Geschichte, sie wurde mehrfach mit anderen Arten verwechselt oder der Name irrtümlich auf andere Arten angewandt.[10] Es ist daher bei älteren Angaben zu klären, worauf sich die Autoren beziehen. Die „echte“ C.charpentieri lebt in Ost-Anatolien, Georgien, Armenien, Aserbaidschan und Nordwest-Iran, vermutlich auch im Nordosten des Irak. Sehr große Art, Hinterleib oft sehr ausgedehnt gelb gezeichnet.[8]
- Cordulegaster cilicia Schneider, Vierstraete, Müller, van Pelt, Caspers, Ikemeyer, Snegovaya & Dumont, 2021. Südost- und Zentral-Türkei, östlich bis Erzurum, an der Mittelmeerküste bis in den Libanon.[8]
- Cordulegaster coronata Morton, 1916. Zentralasien, westlich bis in den Nordosten des Iran.[8]
- Cordulegaster diadema Selys, 1868. Apache Spiketail. Mexiko, südlich bis Guatemala, Honduras, Costa Rica und Panama. In den USA nur in Nevada, randlich bis New Mexico. In Waldbächen im Gebirge.[11]
- Cordulegaster diastatops (Selys, 1854). Delta-spotted Spiketail. Hinterleib mit großen gelben dreieckigen Flecken auf den Segmenten vier bis acht. Kleine Waldbäche in den nordöstlichen USA und im südöstlichen Kanada.[4]
- Cordulegaster dorsalis Hagen in Selys, 1858. Pacific Spiketail. Sehr große Art, Thorax mit zwei gelben Streifen, Augenfarbe blau. Pazifische Ostküste der USA, südlich bis zur Baja Californica, inselförmig ostwärts bis New Mexico. In schnellfließenden Waldbächen, bevorzugt im Norden etwas erwärmte Gewässer.[11]
- Cordulegaster erronea Selys, 1878. Tiger Spiketail. Hinterleib mit gelben Ringen. In kleinen Waldbächen im östlichen Nordamerika, selten.[4]
- Cordulegaster helladica (Lohmann, 1993). Griechische Quelljungfer. Endemit Süd-Griechenlands. Es werden zwei Unterarten unterschieden, die subsp. helladica auf der Peloponnes bis Euböa, die subsp. kastalia um den Parnass.[2]
- Cordulegaster heros Theischinger, 1979, Große Quelljungfer. Endemit der Balkan-Halbinsel, nach Norden und Westen bis ins östliche Österreich und Süd-Ungarn. Es werden oft zwei Unterarten unterschieden, die sich nur in der Zeichnung des Kopfs der Männchen unterscheiden. Die subsp. pelionensis in Griechenland.[2]
- Cordulegaster insignis Schneider, 1845. Blauäugige Quelljungfer. Komplexaugen blau, nicht grün, gefärbt. Südöstliche Balkanhalbinsel, Kleinasien. Einzige Cordulegaster-Art in der Südtürkei.[2]
- Cordulegaster kalkmani Schneider, Vierstraete, Müller, van Pelt, Caspers, Ikemeyer, Snegovaya & Dumont, 2021. Endemit von Ost-Anatolien (Türkei).[8]
- Cordulegaster maculata Selys, 1854. Twin-spotted Spiketail. Braune bis schwarzbraune Grundfärbung, Weibchen mit sehr langem Ovipositor. In schnellfließenden Waldbächen, recht häufig. Östliches Nordamerika, von Nova Scotia bis Nord-Florida.[4]
- Cordulegaster mzymtae Bartenev, 1929. Südliche Schwarzmeerregion und West-Kaukasus, östlich anschließend an C.amasina, östlich bis in die russische Schwarzmeerregion und nach Georgien.[8]
- Cordulegaster obliqua (Say, 1840). Arrowhead Spiketail. Hinterleib mit zentraler, pfeilspitzenförmiger gelber Zeichnung. Waldbäche in Nordamerika von Süd-Quebec und Minnesota südlich bis in den Norden Floridas.[11]
- Cordulegaster orientalis van Pelt, 1994. taxonomisch zweifelhafte Art. Durch Gert Jan van Pelt nach einem Exemplar in der Sammlung von Maurits Anne Lieftinck erstbeschrieben[12], nach dem Sammlungsetikett aus Tsingtao in China. Seitdem nie wiedergefunden.
- Cordulegaster parvistigma (Selys, 1873). wenig bekannte, taxonomisch zweifelhafte Art, vermutlich Endemit des indischen Himalaya.[6] Nach Gert Jan van Pelt[13] beziehen sich die meisten Angaben irrtümlich auf Neallogaster ornata Asahina, 1982, das Typusmaterial von Selys ist verloren.
- Cordulegaster picta Selys, 1854. Türkische Quelljungfer. Südost-Balkan (Ost-Bulgarien und Nordost-Griechenland) und angrenzendes Kleinasien, östlich bis in den Kaukasus und den Nordwesten des Iran. Östlich angrenzend an das Areal von C.heros. In der gelben Zeichnung recht variabel, aber an den Hinterleibsanhängen der Männchen bestimmbar.[2]
- Cordulegaster princeps Morton, 1916. Atlas-Quelljungfer. Endemit des Hohen und mittleren Atlas in Marokko, Nordafrika (ganz im Norden kommt noch C.boltonii vor). in größeren Fließgewässern von 1000 bis 2500 m Höhe.[2]
- Cordulegaster sarracenia Abbott & Hibbitts, 2011. Pitcher Plant Spiketail. Endemit von Louisiana und Ost-Texas in den südlichen USA. An Quellbächen in Mooren mit Schlauchpflanzen (Sarracenia).[14]Cordulegaster sarracenia

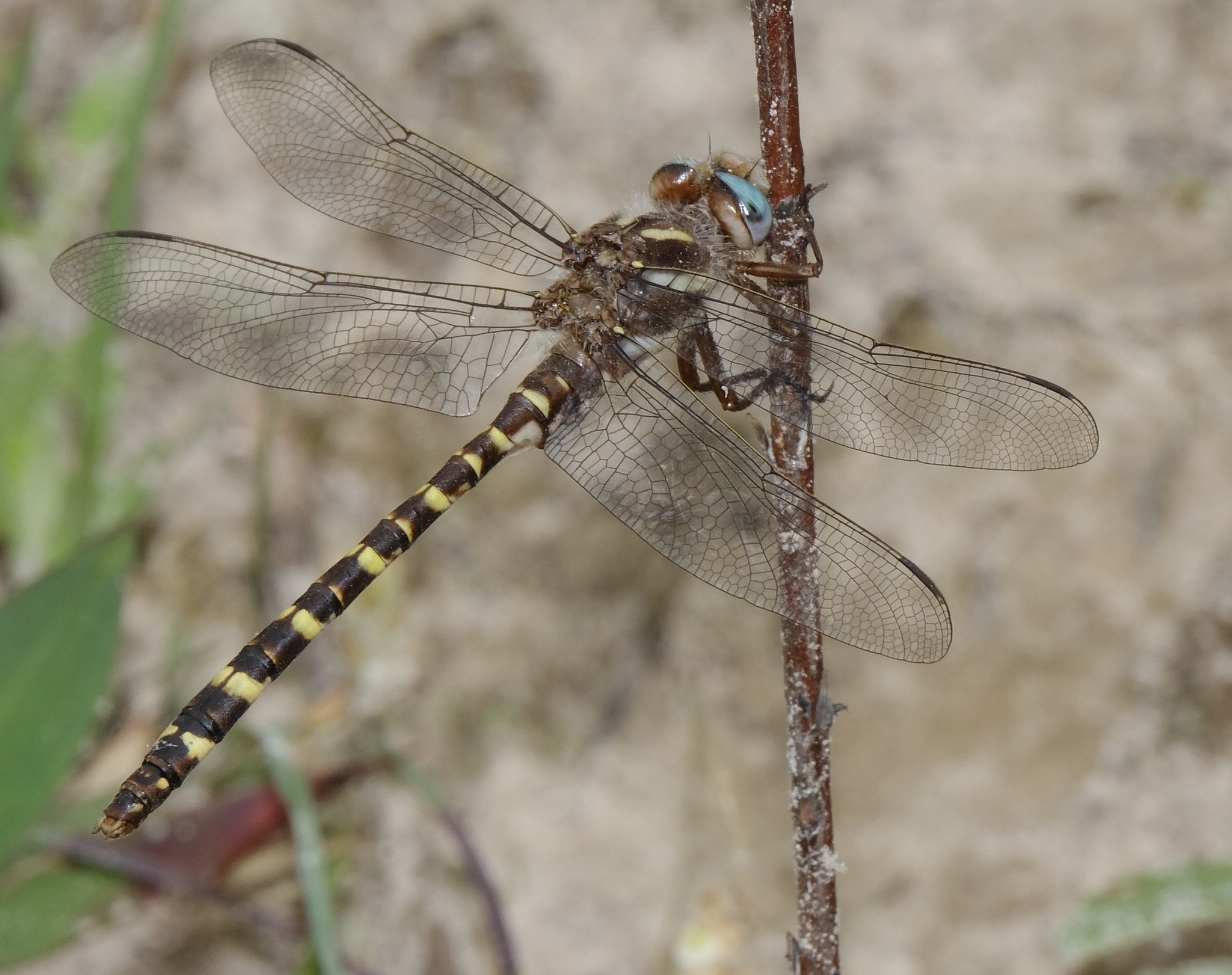
Cordulegaster sarracenia

- Cordulegaster sayi Selys, 1854. Say’s Spiketail. Thorax teilweise hellbraun gezeichnet. Selten in Sickerquellen und kleinen Quellbächen im südöstlichen Nordamerika (Georgia und Florida).[4]
- Cordulegaster talaria Tennessen, 2004. Ouachita Spiketail. Endemit von Arkansas.[4]
- Cordulegaster trinacriae Waterston, 1976. Italienische Quelljungfer. Endemit von Süditalien, einschließlich der Insel Sizilien. In der Kontaktzone zu C.boltonii in Mittelitalien (Latium und Marken) eine breite Hybridzone ausgebildet.[2]
- Cordulegaster vanbrinkae Lohmann, 1993. Armenien, Aserbaidschan, Nord-Iran südlich des Kaspisee. Hinterleib meist überwiegend schwarz mit wenig ausgedehnter gelber Zeichnung.[8]
- Cordulegaster virginiae Novelo-Gutiérrez, 2018. Endemit in Nebelwäldern von Veracruz, Mexiko.[15]

Zwei 2015 aus der Kaukasusregion in Aserbaidschan neu beschriebene Arten wurden mit C. charpentieri synonymisiert.
Die ehemaligen Gattungen Zoraena Kirby (für C. bilineata, C.diastatops, C.sayii), Thecagaster Selys und die von Hans Lohmann 1992 beschriebenen Gattungen Archegaster Taeniogaster, Sonjagaster, Kallyptogaster wurden mit Cordulegaster synonymisiert.

## Gefährdung und Naturschutz
Cordulegaster-Arten sind Spezialisten von kleineren Fließgewässern, klarer und unverschmutzter Bäche und Quellen. Sie sind daher insbesondere in Südeuropa gefährdet, wo entsprechende Habitate selten und isoliert, meist in Gebirgen, sind und heute durch Nutzungsdruck, etwa Wasserverschmutzung oder Nutzung von Quellen für Trinkwasser und landwirtschaftliche Bewässerung, immer seltener werden.